# Jardí Botànic Central de Corea

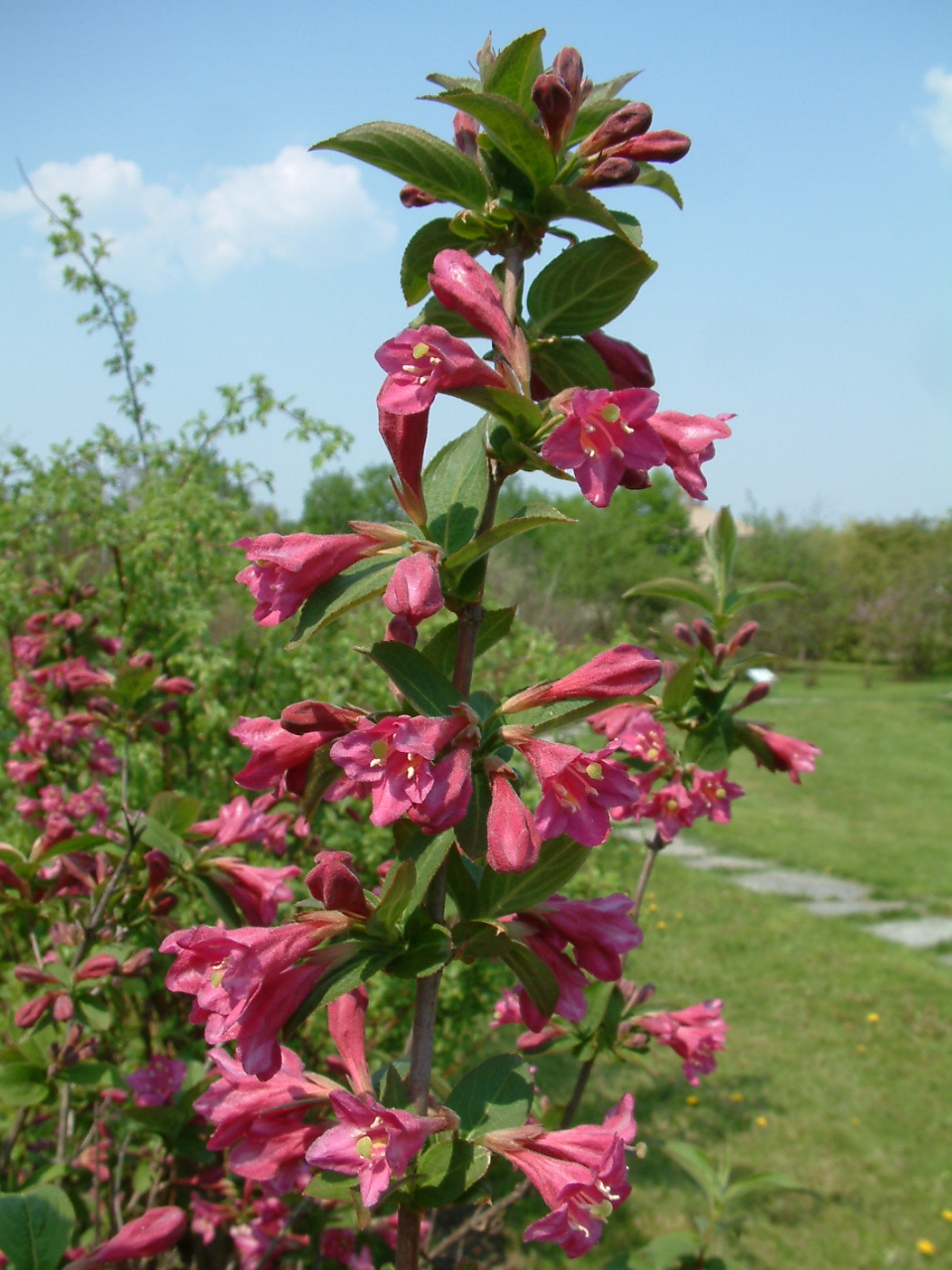
Weigela praecox planta endèmica de Corea.

El Jardí Botànic Central de Corea és un jardí botànic, de 250 hectàrees d'extensió, que es troba a Pionyang, Corea del Nord. El Jardí Botànic Central de Corea es troba en el Districte de Daesong. El jardí acull 6.500 espècies conreades, de les quals 2.500 són espècies pròpies de la República Popular Democràtica de Corea, i 4.000 són espècies procedents d'altres països. El jardí té un herbari amb 20.000 espècimens.